# محمود المعزوز
محمد المعزوز (من مواليد 1959) هو باحث وكاتب مغربي. حصل المعزوز على دكتوراه في الأنثروبولوجيا السياسية من جامعة السوربون في باريس ودكتوراه أخرى في الفكر العربي (الفلسفة) من جامعة محمد الخامس بالرباط. يُعتبر المعزوز كاتبًا غزير الإنتاج في مجال الأنثروبولوجيا السياسيّة، وهو أيضًا روائي حائز على عدّة جوائز. فازت روايته رفرفة الفصول التي صدرت عام 2007 بجائزة الكتاب المغربي، أمَّا أشهر أعماله فتظلُّ رواية ما الذنب الذي جعلها تموت؟ التي رُشّحت لجائزة البوكر العربية.

## قائمة أعماله
هذه قائمةٌ بأبرز أعمال الكاتب والروائي المغربي محمد المعزوز:
| السنة     | العنوان                                 | العنوان الأصلي                                    | ملاحظات                 |
| --------- | --------------------------------------- | ------------------------------------------------- | ----------------------- |
| 2001      | الإسلام والسياسة                        | Islam and Politics                                | صدرَ هذا الكتاب عام 2001 |
| 2002      | الجماليات في الفكر العربي الكلاسيكي     | Aesthetics in Classical Arabic Thought            | كتاب صدر عام 2002       |
| 2016      | الانشغالات السياسية: توثيق وجهات النظر' | Political Preoccupations: Documenting Standpoints | كتاب صدر عام 2016       |
| غير معروف | رفرفة الفصول                            | The Flutter of Seasons                            | [ 14 ]                  |
| غير معروف | ما الذنب الذي جعلها تموت؟ (ترجمة حرفيّة) | What Sin Caused Her to Die?                       | [ 15 ]                  |